# The Most Beautiful Girl in the World
The Most Beautiful Girl in the World is een single van Prince. Het is afkomstig van zijn album The Gold Experience, dat anderhalf jaar later zou verschijnen. Het nummer werd ook samen met zes remixen op de ep The Beautiful Experience uitgebracht.
Het was de eerste single waarbij "Prince" niet op de hoes werd vermeld; hij wilde voortaan uitgebeeld worden met O(+>, waarvan hij de uitspraak niet bekendmaakte. De titel van het nummer verwijst naar Mayte Garcia. Zij kenden elkaar sinds 1990 en zouden in februari 1996 trouwen (en in 2000 scheiden). Ook Vanessa Marcil schijnt een inspiratiebron voor hem geweest te zijn. Mayte was ook te zien in de reclamecampagne voor dit nummer.
Het nummer was deels te horen tijdens de Miss Americawedstrijd in 1994.

## Hitnotering
The Most Beautiful Girl in the World stond zesentwintig weken in de Billboard Hot 100 en haalde daarin de derde plaats. In de UK Singles Chart had men kennelijk nog niet door, dat Prince voortaan aangeduid moest worden met het symbool. Het kent daarom twee noteringen; een week op plaats 100 onder de naam Prince en dertien weken met twee weken plaats 1 onder zijn symbool.

### Nederlandse Top 40
| Hitnotering: 02-04-1994 t/m 16-07-1994 | Hitnotering: 02-04-1994 t/m 16-07-1994 | Hitnotering: 02-04-1994 t/m 16-07-1994 | Hitnotering: 02-04-1994 t/m 16-07-1994 | Hitnotering: 02-04-1994 t/m 16-07-1994 | Hitnotering: 02-04-1994 t/m 16-07-1994 | Hitnotering: 02-04-1994 t/m 16-07-1994 | Hitnotering: 02-04-1994 t/m 16-07-1994 | Hitnotering: 02-04-1994 t/m 16-07-1994 | Hitnotering: 02-04-1994 t/m 16-07-1994 | Hitnotering: 02-04-1994 t/m 16-07-1994 | Hitnotering: 02-04-1994 t/m 16-07-1994 | Hitnotering: 02-04-1994 t/m 16-07-1994 | Hitnotering: 02-04-1994 t/m 16-07-1994 | Hitnotering: 02-04-1994 t/m 16-07-1994 | Hitnotering: 02-04-1994 t/m 16-07-1994 | Hitnotering: 02-04-1994 t/m 16-07-1994 | Hitnotering: 02-04-1994 t/m 16-07-1994 |
| Week                                   | 1                                      | 2                                      | 3                                      | 4                                      | 5                                      | 6                                      | 7                                      | 8                                      | 9                                      | 10                                     | 11                                     | 12                                     | 13                                     | 14                                     | 15                                     | 16                                     |                                        |
| -------------------------------------- | -------------------------------------- | -------------------------------------- | -------------------------------------- | -------------------------------------- | -------------------------------------- | -------------------------------------- | -------------------------------------- | -------------------------------------- | -------------------------------------- | -------------------------------------- | -------------------------------------- | -------------------------------------- | -------------------------------------- | -------------------------------------- | -------------------------------------- | -------------------------------------- | -------------------------------------- |
| Nummer                                 | 26                                     | 18                                     | 11                                     | 7                                      | 4                                      | 3                                      | 2                                      | 2                                      | 2                                      | 1                                      | 1                                      | 2                                      | 4                                      | 9                                      | 18                                     | 30                                     | uit                                    |

### NederlandseMega Top 50
| Hitnotering: 09-04-1994 t/m 16-07-1994 | Hitnotering: 09-04-1994 t/m 16-07-1994 | Hitnotering: 09-04-1994 t/m 16-07-1994 | Hitnotering: 09-04-1994 t/m 16-07-1994 | Hitnotering: 09-04-1994 t/m 16-07-1994 | Hitnotering: 09-04-1994 t/m 16-07-1994 | Hitnotering: 09-04-1994 t/m 16-07-1994 | Hitnotering: 09-04-1994 t/m 16-07-1994 | Hitnotering: 09-04-1994 t/m 16-07-1994 | Hitnotering: 09-04-1994 t/m 16-07-1994 | Hitnotering: 09-04-1994 t/m 16-07-1994 | Hitnotering: 09-04-1994 t/m 16-07-1994 | Hitnotering: 09-04-1994 t/m 16-07-1994 | Hitnotering: 09-04-1994 t/m 16-07-1994 | Hitnotering: 09-04-1994 t/m 16-07-1994 | Hitnotering: 09-04-1994 t/m 16-07-1994 | Hitnotering: 09-04-1994 t/m 16-07-1994 |
| Week                                   | 1                                      | 2                                      | 3                                      | 4                                      | 5                                      | 6                                      | 7                                      | 8                                      | 9                                      | 10                                     | 11                                     | 12                                     | 13                                     | 14                                     | 15                                     |                                        |
| -------------------------------------- | -------------------------------------- | -------------------------------------- | -------------------------------------- | -------------------------------------- | -------------------------------------- | -------------------------------------- | -------------------------------------- | -------------------------------------- | -------------------------------------- | -------------------------------------- | -------------------------------------- | -------------------------------------- | -------------------------------------- | -------------------------------------- | -------------------------------------- | -------------------------------------- |
| Nummer                                 | 21                                     | 12                                     | 7                                      | 5                                      | 3                                      | 2                                      | 2                                      | 2                                      | 1                                      | 2                                      | 3                                      | 5                                      | 12                                     | 21                                     | 33                                     | uit                                    |

### BelgischeVRT Top 30
Reel 2 Real hield Prince van de eerste plaats af met I like to move it.
| Hitnotering: 09-04-1994 t/m 29-07-1994 | Hitnotering: 09-04-1994 t/m 29-07-1994 | Hitnotering: 09-04-1994 t/m 29-07-1994 | Hitnotering: 09-04-1994 t/m 29-07-1994 | Hitnotering: 09-04-1994 t/m 29-07-1994 | Hitnotering: 09-04-1994 t/m 29-07-1994 | Hitnotering: 09-04-1994 t/m 29-07-1994 | Hitnotering: 09-04-1994 t/m 29-07-1994 | Hitnotering: 09-04-1994 t/m 29-07-1994 | Hitnotering: 09-04-1994 t/m 29-07-1994 | Hitnotering: 09-04-1994 t/m 29-07-1994 | Hitnotering: 09-04-1994 t/m 29-07-1994 | Hitnotering: 09-04-1994 t/m 29-07-1994 | Hitnotering: 09-04-1994 t/m 29-07-1994 | Hitnotering: 09-04-1994 t/m 29-07-1994 | Hitnotering: 09-04-1994 t/m 29-07-1994 | Hitnotering: 09-04-1994 t/m 29-07-1994 | Hitnotering: 09-04-1994 t/m 29-07-1994 |
| Week                                   | 1                                      | 2                                      |                                        | 3                                      | 4                                      | 5                                      | 6                                      | 7                                      | 8                                      | 9                                      | 10                                     | 11                                     | 12                                     | 13                                     | 14                                     | 15                                     |                                        |
| -------------------------------------- | -------------------------------------- | -------------------------------------- | -------------------------------------- | -------------------------------------- | -------------------------------------- | -------------------------------------- | -------------------------------------- | -------------------------------------- | -------------------------------------- | -------------------------------------- | -------------------------------------- | -------------------------------------- | -------------------------------------- | -------------------------------------- | -------------------------------------- | -------------------------------------- | -------------------------------------- |
| Nummer                                 | 27                                     | 29                                     | uit                                    | 15                                     | 10                                     | 8                                      | 7                                      | 8                                      | 5                                      | 9                                      | 6                                      | 2                                      | 3                                      | 3                                      | 14                                     | 24                                     | uit                                    |

### VlaamseUltratop 50
| Hitnotering: 02-04-1994 t/m 12-08-1994 | Hitnotering: 02-04-1994 t/m 12-08-1994 | Hitnotering: 02-04-1994 t/m 12-08-1994 | Hitnotering: 02-04-1994 t/m 12-08-1994 | Hitnotering: 02-04-1994 t/m 12-08-1994 | Hitnotering: 02-04-1994 t/m 12-08-1994 | Hitnotering: 02-04-1994 t/m 12-08-1994 | Hitnotering: 02-04-1994 t/m 12-08-1994 | Hitnotering: 02-04-1994 t/m 12-08-1994 | Hitnotering: 02-04-1994 t/m 12-08-1994 | Hitnotering: 02-04-1994 t/m 12-08-1994 | Hitnotering: 02-04-1994 t/m 12-08-1994 | Hitnotering: 02-04-1994 t/m 12-08-1994 | Hitnotering: 02-04-1994 t/m 12-08-1994 | Hitnotering: 02-04-1994 t/m 12-08-1994 | Hitnotering: 02-04-1994 t/m 12-08-1994 | Hitnotering: 02-04-1994 t/m 12-08-1994 | Hitnotering: 02-04-1994 t/m 12-08-1994 | Hitnotering: 02-04-1994 t/m 12-08-1994 | Hitnotering: 02-04-1994 t/m 12-08-1994 | Hitnotering: 02-04-1994 t/m 12-08-1994 |
| Week                                   | 1                                      | 2                                      | 3                                      | 4                                      | 5                                      | 6                                      | 7                                      | 8                                      | 9                                      | 10                                     | 11                                     | 12                                     | 13                                     | 14                                     | 15                                     | 16                                     | 17                                     | 18                                     | 19                                     |                                        |
| -------------------------------------- | -------------------------------------- | -------------------------------------- | -------------------------------------- | -------------------------------------- | -------------------------------------- | -------------------------------------- | -------------------------------------- | -------------------------------------- | -------------------------------------- | -------------------------------------- | -------------------------------------- | -------------------------------------- | -------------------------------------- | -------------------------------------- | -------------------------------------- | -------------------------------------- | -------------------------------------- | -------------------------------------- | -------------------------------------- | -------------------------------------- |
| Nummer                                 | 45                                     | 29                                     | 25                                     | 25                                     | 19                                     | 12                                     | 10                                     | 8                                      | 7                                      | 5                                      | 5                                      | 5                                      | 5                                      | 4                                      | 4                                      | 14                                     | 24                                     | 36                                     | 48                                     | uit                                    |

### NPO Radio 2 Top 2000
| Nummer met noteringen in de NPO Radio 2 Top 2000 | '10  | '11  | '12 | '13  | '14-'15 | '16  |
| ------------------------------------------------ | ---- | ---- | --- | ---- | ------- | ---- |
| The Most Beautiful Girl in the World             | 1702 | 1896 | -   | 1892 | -       | 1268 |

1. ↑  Een '-' betekent dat het nummer niet was genoteerd en een vetgedrukt getal geeft de hoogste notering aan.
2. ↑  2010 was het eerste jaar met een notering voor dit nummer.
3. ↑  Deze tabel is bijgewerkt tot en met de meest recente editie (2024).

## Cover
Mayte nam het nummer zelf ook op voor het door Prince geproduceerde album Child of the Sun, uitgegeven in 1995. Ze mocht daarbij gebruik maken van dezelfde basistrack als Prince, maar met als titel The Most Beautiful Boy in the World. Uiteraard verscheen het album via Prince zijn eigen platenlabel, NPG Records. Ook Alex Bugnon en Bruno Mars hebben het nummer gezongen.